# Полутяжёлый вес в боксе
Полутяжёлый вес (англ. Light heavyweight) — весовая категория в профессиональном боксе между первой тяжелой и второй средней весовыми категориями. Предел веса для дивизиона составляет 175 фунтов (79,38 кг).

## Действующие чемпионы мира
| Организация | Дата завоевания титула | Чемпион         | Рекорд       | Защиты титула |
| ----------- | ---------------------- | --------------- | ------------ | ------------- |
| WBA         | 22 февраля 2025        | Дмитрий Бивол   | 24-1 (12 КО) | 0             |
| WBC         | 7 апреля 2025          | Дэвид Бенавидес | 30-0 (24 КО) | 1             |
| IBF         | 22 февраля 2025        | Дмитрий Бивол   | 24-1 (12 КО) | 0             |
| WBO         | 22 февраля 2025        | Дмитрий Бивол   | 24-1 (12 КО) | 0             |